# Meir Banai
Pour les articles homonymes, voir Banai.
Meir Banai (en hébreu : מֵאִיר בַּנַאי), né le 5 juillet 1961 à Beer-Sheva (Israël) et mort le 12 janvier 2017 à Ganot (en) (Israël), est un musicien, chanteur et auteur-compositeur israélien.